# مطبق السمك (طعام)
مطبّق السمك، تتكون من الرز والسمك المقلي والمرق الأحمر. يتم عادة طبخ سمك الزبيدي في هذا الطبق. يتم أضافة البهارات والكشمش (زبيب) والهيل لأعطاء نكهة خاصة للطبق.

## انظر ايضاً
- مطبق (طعام) اسم مشابه لطبق مختلف في المطبخ السعودي
- صيادية : الاسم الذي يعرف به مطبق السمك في السعودية